# Platillo giratorio

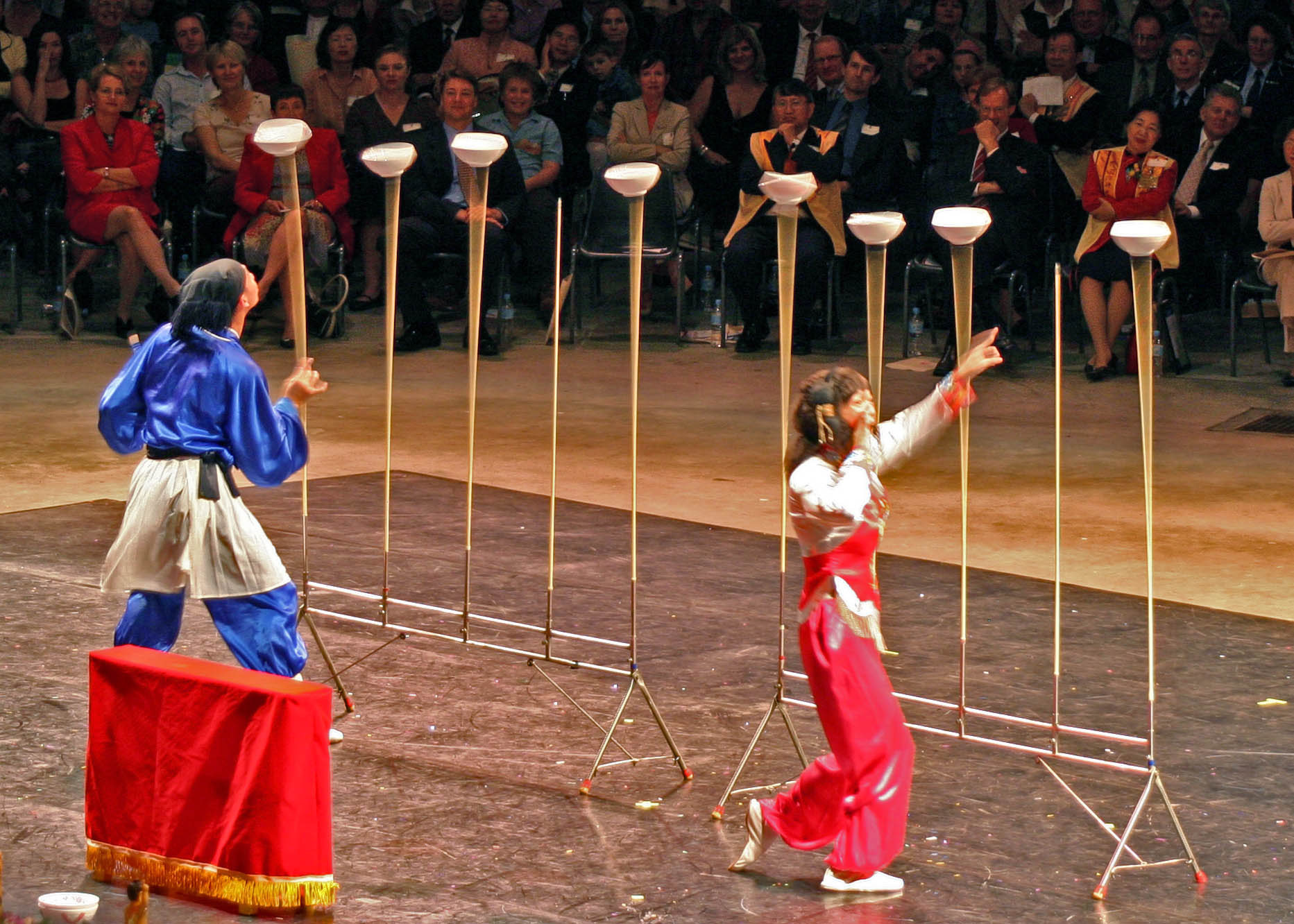
Acto con platillos giratorios.

El acto de girar platos es una técnica circense que implica hacer girar platos, tazones y otros objetos planos en varas, manteniéndolos en equilibrio sin que se caigan. El truco se basa en el efecto giroscópico, similar al que mantiene a un trompo en pie mientras gira. En algunos casos, los platos giratorios se utilizan para ayudar a mantener los objetos en los postes.

## Historia
El origen del platillo giratorio o disco chino, como se le conoce en países de habla hispana, se remonta al siglo III y se cree que tuvo sus raíces en China, aunque también existe evidencia de su uso en países occidentales a través de manuscritos religiosos medievales. Fue en 1901 cuando se publicó el primer libro que incluía instrucciones detalladas para su construcción y uso.

## Tipos de platillo giratorio

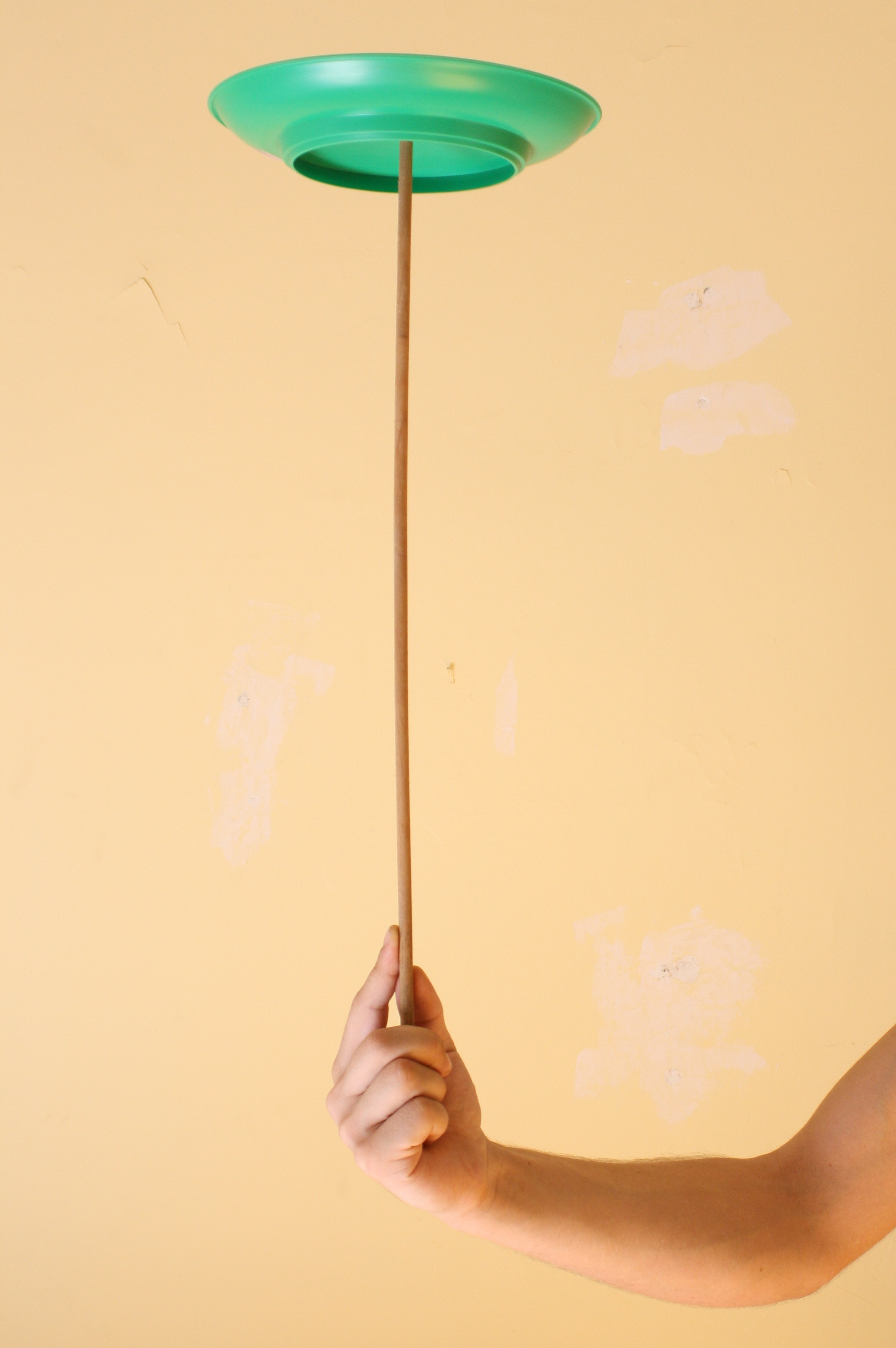
Plato giratorio moderno de plástico.

El platillo giratorio tiene una variedad de habilidades y actuaciones relacionadas. El más reconocido es el giro de un plato horizontalmente sobre un palo. Sin embargo, los platos se pueden girar sobre su borde, como en 'Plate vals' o girar verticalmente como en 'Plate malabares'. Las habilidades de girar platos también se pueden realizar con otras habilidades circenses, como acrobacias y otras habilidades de equilibrio o malabares.

### Rotación de plato horizontal
Este tipo es la forma más reconocida de platillo giratorio y se realiza ampliamente utilizando varios tipos de palos y platos. El plato se hace girar horizontalmente en la punta de un palo que a menudo se 'afila' de alguna manera. El movimiento del plato se puede mantener moviendo la punta del palo en forma circular.

#### Rotación de platos de mesa o estante

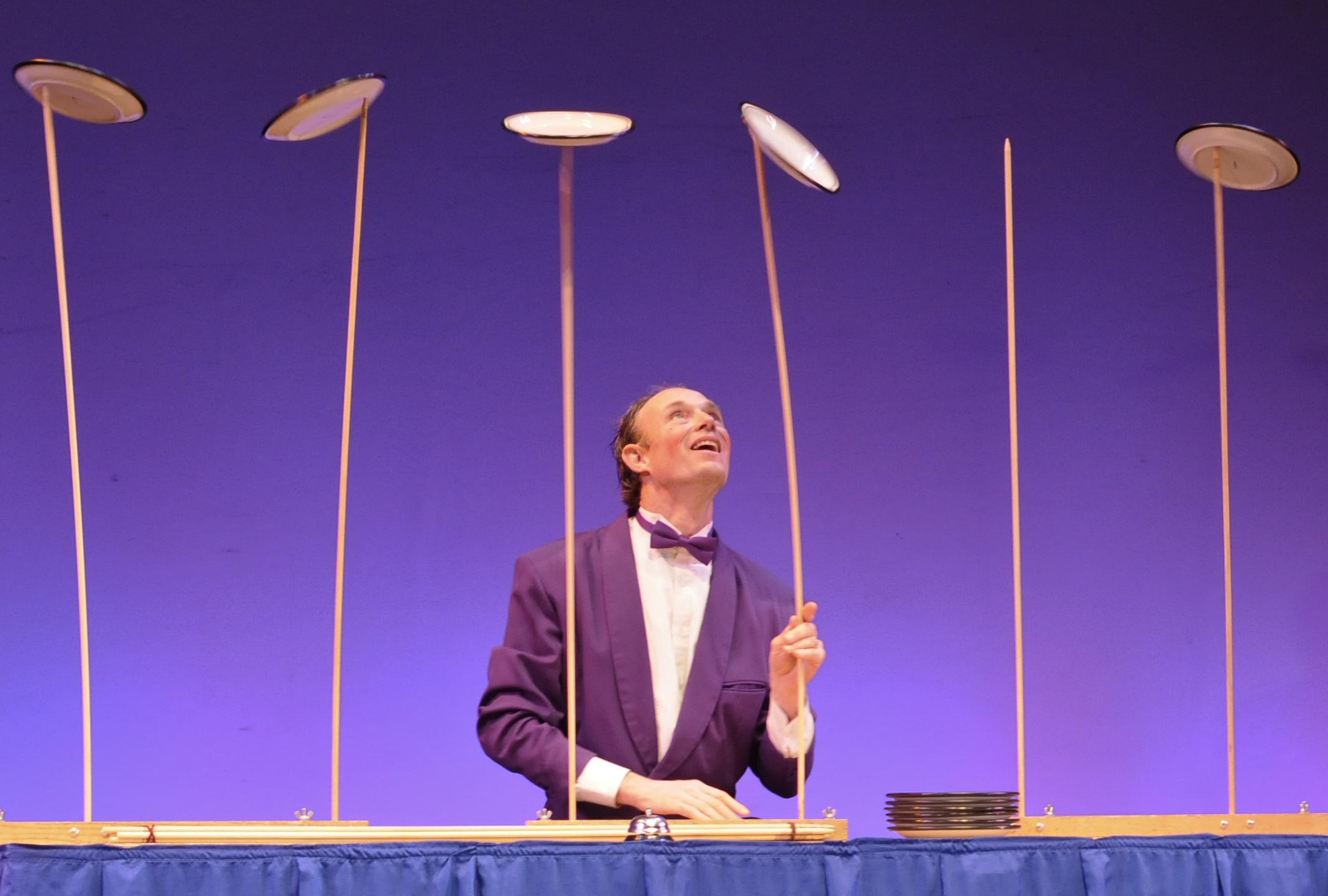
Henrik Bothe haciendo girar un conjunto de platillos.

En este tipo de plato giratorio los palos se insertan en un bastidor, marco o hueco en una mesa. Con esto, el artista puede hacer girar varios platos en varios palos.

#### Rotación dinámica de platos
Este tipo de giro de plato implica no solo hacer girar el plato o platos con palos de mano, sino que incluye trucos como: lanzar y atrapar el plato en el palo, manipular la combinación de palo y plato alrededor de los brazos, las piernas y el cuerpo y realizar acrobacias mientras se está quieto haciendo girar los platos. Otra forma especializada es la combinación de manipulación de placas y un pinchazo en la boca.

### Giro de plato acrobático

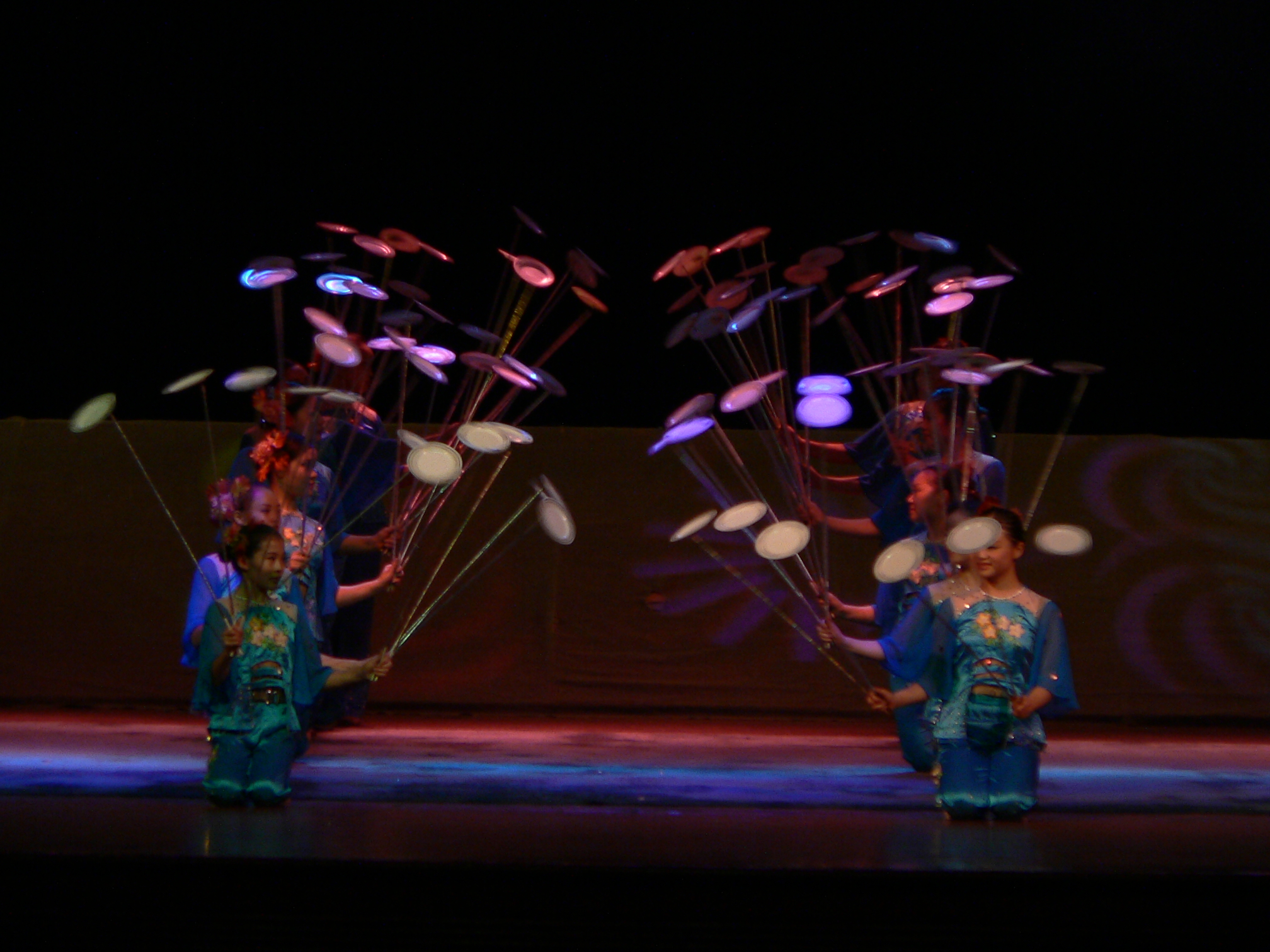
MAlabares con múltiples platos chinos.

Muchas compañías chinas de acrobacias presentan giros de platos, generalmente en combinación con contorsiones o habilidades acrobáticas. Por lo general, presentan artistas que sostienen varios platos en cada mano girando sobre palos.

### Plato de vals
El vals de platos es donde los platos se giran sobre sus bordes sobre una mesa o una superficie similar.

### Malabares con platos
El malabarismo con platos es similar al malabarismo con anillos, una forma de malabarismo con lanzamiento. Las placas se lanzan y atrapan verticalmente. Algunos artistas también pueden hacer malabarismos con varios platos de dos palos mientras los platos giran horizontalmente.

### Giro de platos y otras habilidades.

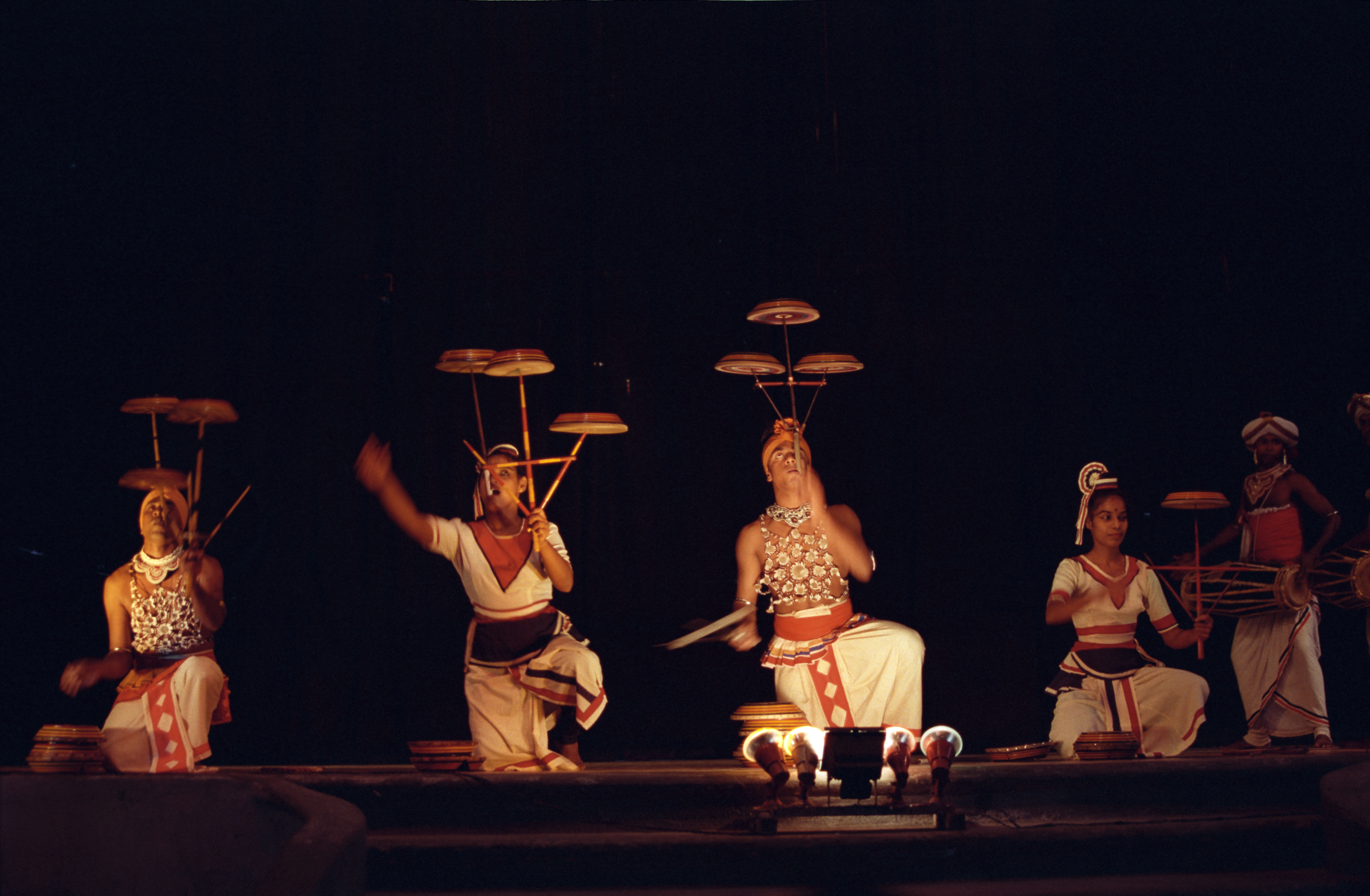
Manipulación de platos giratorios y danza en Sri Lanka.

El giro de platos también se incorpora a otras formas de artes escénicas, como el baile.

## Tipos de plato giratorio
Las placas giratorias (y otros accesorios giratorios que son similares) se han fabricado con una variedad de materiales. Las primeras planchas giratorias fueron de madera y porcelana, pero desde la llegada de las nuevas técnicas de fabricación, las planchas se fabrican de latón, acero, aluminio y plástico. La primera placa de plástico fue fabricada por Whirley Corporation en los E.E. U.U. en 1958. Otros fabricantes produjeron productos similares y las placas giratorias ahora se producen en muchos países.

## En la cultura popular

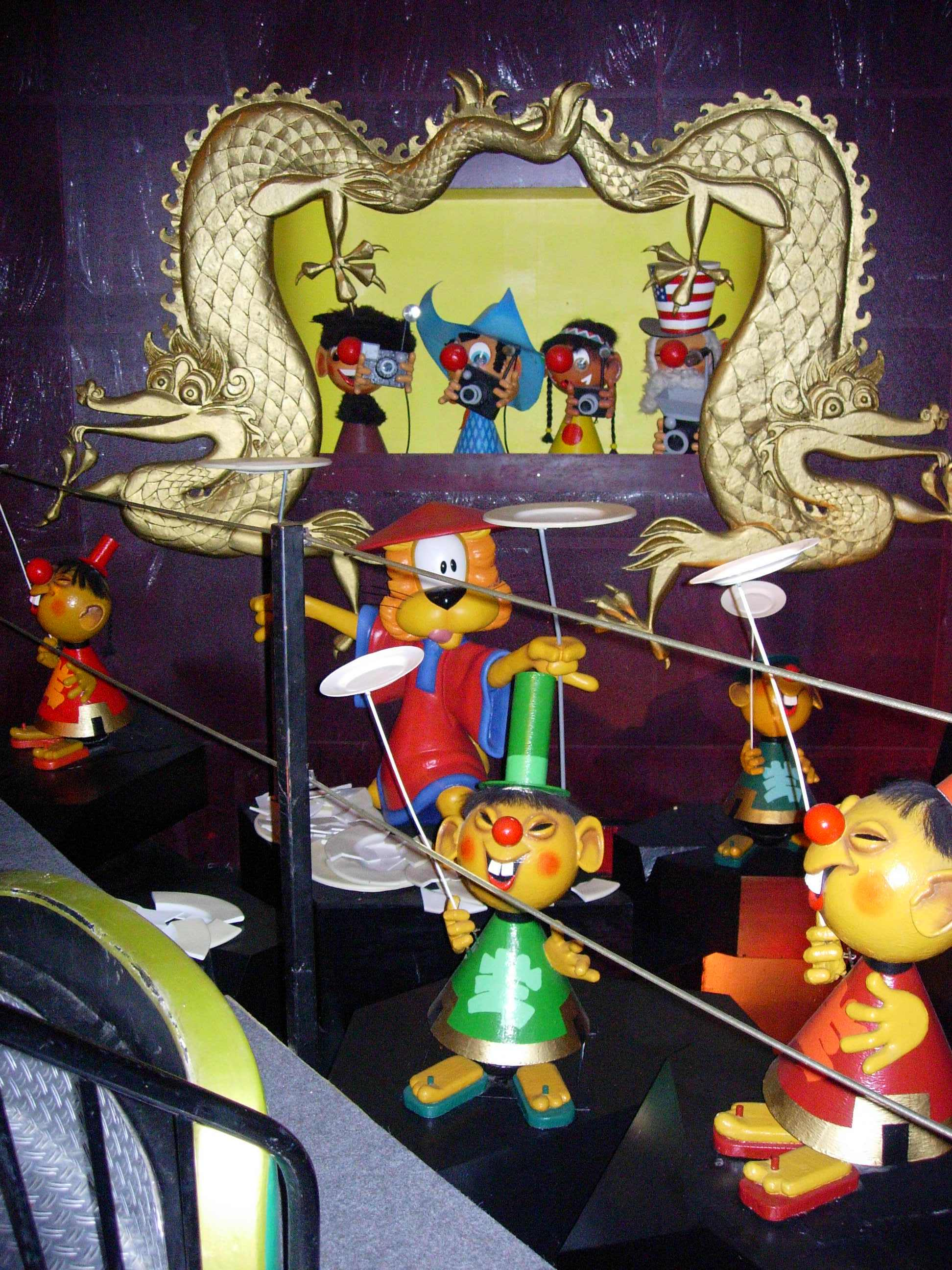
Hilanderos de platos chinos en el Festival de Carnaval, Efteling

La melodía " Danza del sable " suele reproducirse de fondo. Erich Brenn actuó en el programa de televisión estadounidense The Ed Sullivan Show y en otros programas de talentos y variedades estadounidenses durante los primeros años de la televisión estadounidense. Tom Griswold, coanfitrión de The Bob & Tom Show, un programa de radio de comedia estadounidense sindicado, ocasionalmente dice que le gustaría poder volver a ver un plato giratorio en la televisión y quiere reservar uno para la fiesta anual de Navidad de su personal, que Chick McGee cita como más evidencia de que Griswold no está en contacto con el entretenimiento contemporáneo. En un episodio de Los Simpson, en el concurso de talentos del Castillo de Retiro de Springfield, un participante hace un acto similar, pero usa la dentadura postiza de varios de los residentes. El giro de platos a menudo se veía en el drama carcelario Oz de HBO, donde a menudo se veía a un prisionero sin nombre girando un libro en la punta de un bolígrafo.
El popular programa de juegos británico The Generation Game presentaba regularmente a un girador de platos que demostraba sus habilidades y luego invitaba a los concursantes a intentarlo. Durante las décadas de 1960 y 1970, el artista alemán Wolfgang Bartschelly popularizó el hilado de platos y aparecía regularmente en televisión.

## Registros
- La mayoría de las personas que hacen girar platos al mismo tiempo son 1026 personas en un evento de inauguración de Sportcampus en Utrecht, Países Bajos, el 25 de septiembre de 2007.[4]
- El récord mundial Guinness de girar platos múltiples lo ostenta David Spathaky, asistido por Debbie Woolley, quien hizo girar 108 platos simultáneamente en un programa de televisión en Bangkok, Tailandia, en 1996.

## Malabaristas de platos destacados
- Andrew Van Buren : malabarista y manipulador de platos británico.
- David Spathaky - girador de platos británico récord mundial antes de Ra-Ra Zoo
- Erich Brenn - manipulador de platos estadounidense
- Ángel Bojilov Jr[1]
- Kumar Pallana[1]
- Masayuki Furuya - Manipulador moderno de platos japonés.[3]